# Ексетер (Вісконсин)
Ексетер (англ. Exeter) — місто (англ. town) в США, в окрузі Ґрін штату Вісконсин. Населення — 2156 осіб (2020).

## Демографія
Згідно з переписом 2010 року, у місті мешкали 2023 особи в 720 домогосподарствах у складі 581 родини. Було 745 помешкань
Расовий склад населення:
| - 98,5 % — білих - 0,4 % — чорних або афроамериканців - 0,1 % — азіатів |

До двох чи більше рас належало 1,0 %. Частка іспаномовних становила 0,8 % від усіх жителів.
За віковим діапазоном населення розподілялося таким чином: 30,5 % — особи молодші 18 років, 62,2 % — особи у віці 18—64 років, 7,3 % — особи у віці 65 років та старші. Медіана віку мешканця становила 38,2 року. На 100 осіб жіночої статі у місті припадало 107,1 чоловіків;  на 100 жінок у віці від 18 років та старших — 107,7 чоловіків також старших 18 років.
Середній дохід на одне домашнє господарство  становив 112 146 доларів США (медіана — 102 961), а середній дохід на одну сім'ю — 120 323 долари (медіана — 113 750). Медіана доходів становила 61 667 доларів для чоловіків та 53 816 доларів для жінок. За межею бідності перебувало 1,1 % осіб, у тому числі 1,8 % дітей у віці до 18 років та 0,0 % осіб у віці 65 років та старших.
Цивільне працевлаштоване населення становило 1317 осіб. Основні галузі зайнятості: освіта, охорона здоров'я та соціальна допомога — 19,4 %, виробництво — 12,8 %, фінанси, страхування та нерухомість — 10,0 %, будівництво — 9,4 %.